# Judith Chernaik
Judith Chernaik (* 24. Oktober 1934 in New York City) ist eine US-amerikanische Schriftstellerin, Musikwissenschaftlerin und Biographin.

## Leben
Judith Chernaik, die in Brooklyn geboren wurde und aufwuchs, studierte an der Cornell University und beendete ihre Studien an der Yale University mit der Promotion zum Ph.D. Anschließend lehrte sie an der Columbia University, der Tufts University und der Queen Mary University of London.
1980 zog sie mit ihrem Ehemann, dem Literaturwissenschaftler Warren L. Chernaik (* 1931), nach London, als dieser eine Berufung an das renommierte Kings’s College erhielt. Sie begründete dort die Initiative „Poems on the Underground“.
Ihr vielfältiges Schaffen umfasst ein Theaterstück, vier Romane, eine Studie über die Gedichte von Percy Bysshe Shelley und Arbeiten als Herausgeberin. Als Musikwissenschaftlerin publizierte sie Aufsätze über Robert Schumann, Clara Schumann, Felix Mendelssohn Bartholdy und Frédéric Chopin.
2018 erschien ihre Biographie über Robert Schumann.

## Publikationen (Auswahl)

### Bücher
- The Lyrics of Shelley, Case Western Reserve University Press 1972; ISBN 978-0829502121
- Double Fault, G.P. Putnam’s Sons 1975
- The Daughter: A Novel Based on the Life of Eleanor Marx, New York: Harper & Row 1979; ISBN 006010757X
- Leah, New York: Macmillan 1987; ISBN 978-0333445822
- Mab’s Daughters, New York: Macmillan 1991; ISBN 978-0333514221 – Italienische Übersetzung von Eleonora Chiavetta unter dem Titel Le figlie di Mab, Ferrara 1997; ISBN 978-8886780124
- Love’s Children: A Novel, New York: Alfred A. Knopf 1992; ISBN 0394513258
- Best Poems on the Underground, hrsg. von Gerard Benson, Judith Chernaik und Cicely Herbert, London: Phoenix 2010; ISBN 978-0753827253
- Schumann: The Faces and the Masks, New York: Alfred A. Knopf 2018; ISBN 978-0451494467

### Aufsätze
- Schumann’s Love-child, in: Musical Opinion, Jg. 133, Nr. 1478 (September/Oktober 2010), S. 14 f.
- Schumann’s Doppelgängers: Florestan and Eusebius revisited, in: The Musical Times, Jg. 152, Nr. 1917 (Winter 2011), S. 45–55.
- Schumann’s Papillons op.2: a case study, in: The Musical Times, Jg. 153, Nr. 1920 (Herbst 2012), S. 67–86.
- Mendelssohn reconsidered, in: The Musical Times, Jg. 154, Nr. 1922 (Frühjahr 2013), S. 45–55.
- Mendelssohn and Schumann: new letters, in: The Musical Times, Jg. 156, Nr. 1930 (Frühjahr 2015), S. 89–99.
- Schumann and Chopin: from Carnaval to Kreisleriana, in: The Musical Times, Jg. 157, Nr. 1934 (Frühjahr 2016), S. 67–78.
- Schumann and Clara: a musical intertwining, in: The Musical Times, Jg. 159, Nr. 1944 (Herbst 2018), S. 89.
- Clara Schumann and Johannes Brahms – unanswered questions, in: Musical Opinion, Jg. 142, Nr. 1520 (Juli–September 2019), S. 4–8.
- Brahms’s Clara themes revisited, in: The Musical Times, Jg. 160, Nr. 1949, (Winter 2019), S. 37.